# 住友アルミニウム製錬
住友アルミニウム製錬株式会社（すみともアルミニウムせいれん）は、かつて存在した日本のアルミニウム製錬専業の非鉄金属メーカー。

## 概要
1960～70年代にかけての親会社・住友化学（当時社名は住友化学工業）によるアルミニウム事業構想が契機となり住友グループ内部での折衝（主に旧住友軽金属工業（現UACJ））の中、紆余曲折の末1976年7月に会社設立登記。
設立当時の株主は住友化学・住友軽金属両社の他、住友グループ陣営によって構成されていた。
資本金や従業員等、主要な企業概要の多くが現時点で不詳のままであり、「本社・東京都」「株主・住友グループ各社」「非上場企業」という説明が成されていた以外は特に明かされていない。

## 沿革
- 1976年（昭和51年）7月 設立登記、商号・住友アルミニウム製錬 株式会社
- 1976年（昭和51年）8月頃? 愛媛県・東予工場運用開始
- 1984年（昭和59年）12月 東予工場閉鎖[2]
- 1986年（昭和61年）会社解散を決議、のち廃業へ[3]